# Syndyoceras
Syndyoceras cooki es una especie extinta de mamífero artiodáctilo de la familia Protoceratidae . Este animal, que era parecido a un ciervo, tenía dos pares de cuernos y dos dedos en la pezuña; vivió en Norteamérica durante el período Mioceno (hace entre 24,8 a 20,6 millones de años).

## Taxonomía
Syndyoceras fue nombrado por Barbour (1905). La especie tipo es Syndyoceras cooki. Fue asignado a Protoceratidae por Barbour (1905) y Carroll (1988); y a la tribu Kyptoceratini por Webb (1981), Prothero (1998), Webb et al. (2003) y Prothero y Ludtke (2007).

## Morfología
La decoración del cráneo de Syndyoceras era muy distinta a la de los ciervos. Poseía dos pares de cuernos. El primero consistía en un par que fomaba una letra V sobre el hocico, fusionados en la base. El segundo par estaba situado entre los ojos y las orejas y se curvaban hacia adentro, con los cuernos uno frente a otro de forma semicircular. Como los osiconos de las jirafas, estas protuberancias estaban cubiertas de piel. Estos eran probablemente usados para exhibición y luchas.
Aparte de los cuernos, Syndyoceras también poseía dientes caninos alargados, que puede haber usado para hozar a través del suelo y la maleza para obtener comida, de manera similar al actual ciervo almizclero. La forma del cráneo también sugiere que pudo haber tenido un hocico inflado, como el del actual saiga.
Esta criatura de 1,8 metros de largo se parecía a un ciervo, teniendo dos pezuñas en sus pies. Como los primeros caballos, como Merychippus, tenía dos dedos externos vestigales en cada pie, los cuales no tocaban el suelo.

## Galería de imágenes

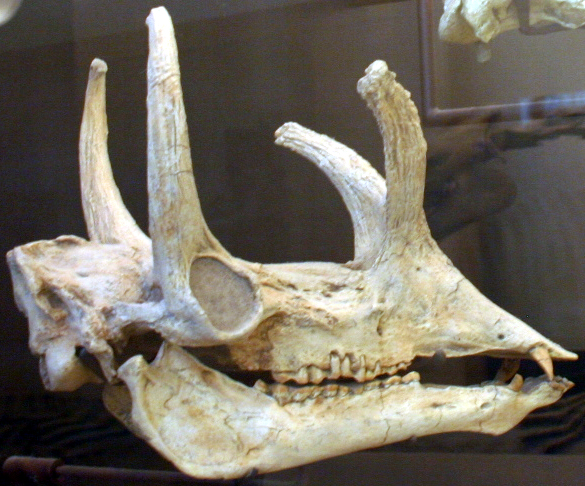
Cráneo de Syndyoceras.
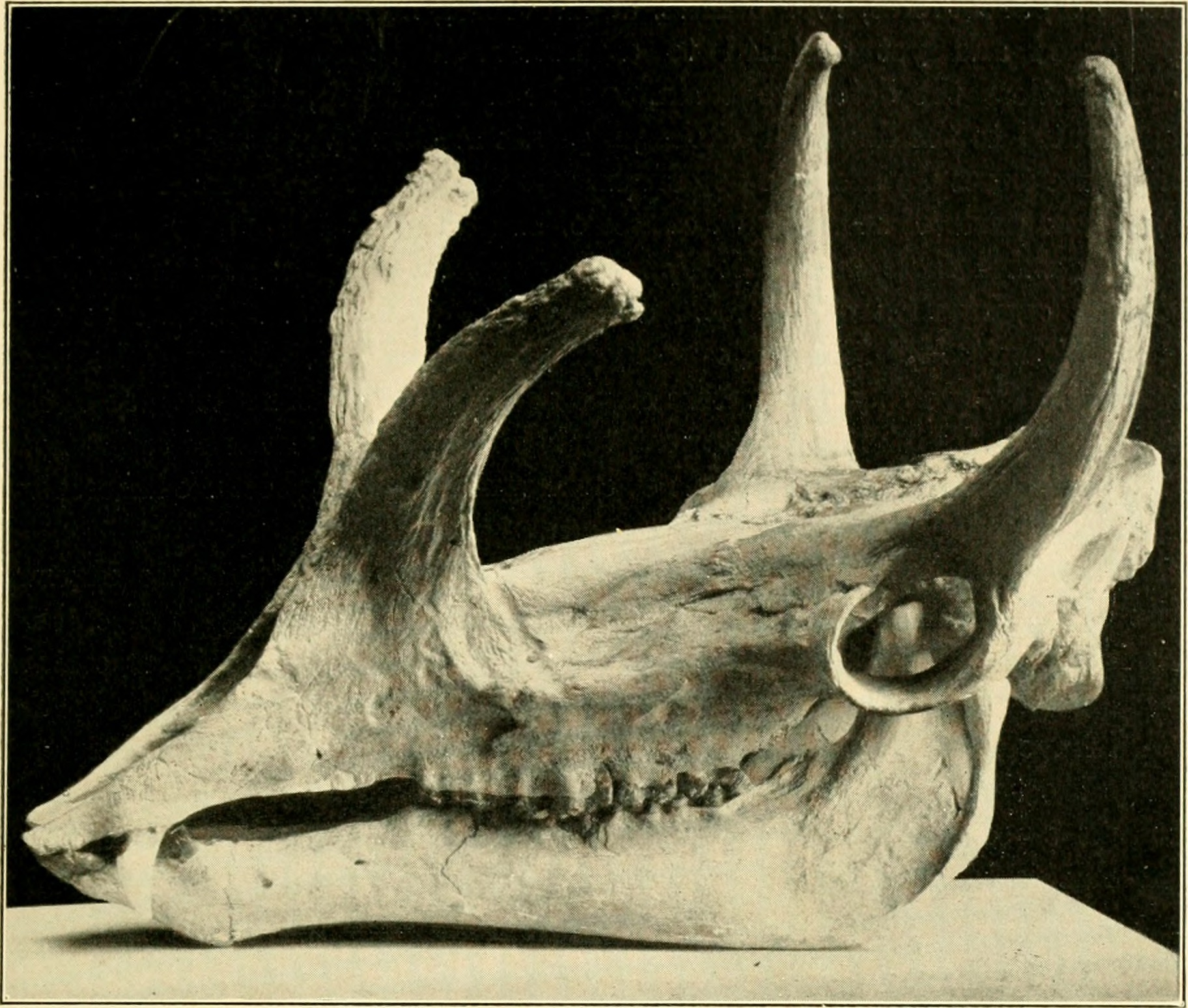
Cráneo de Syndyoceras.
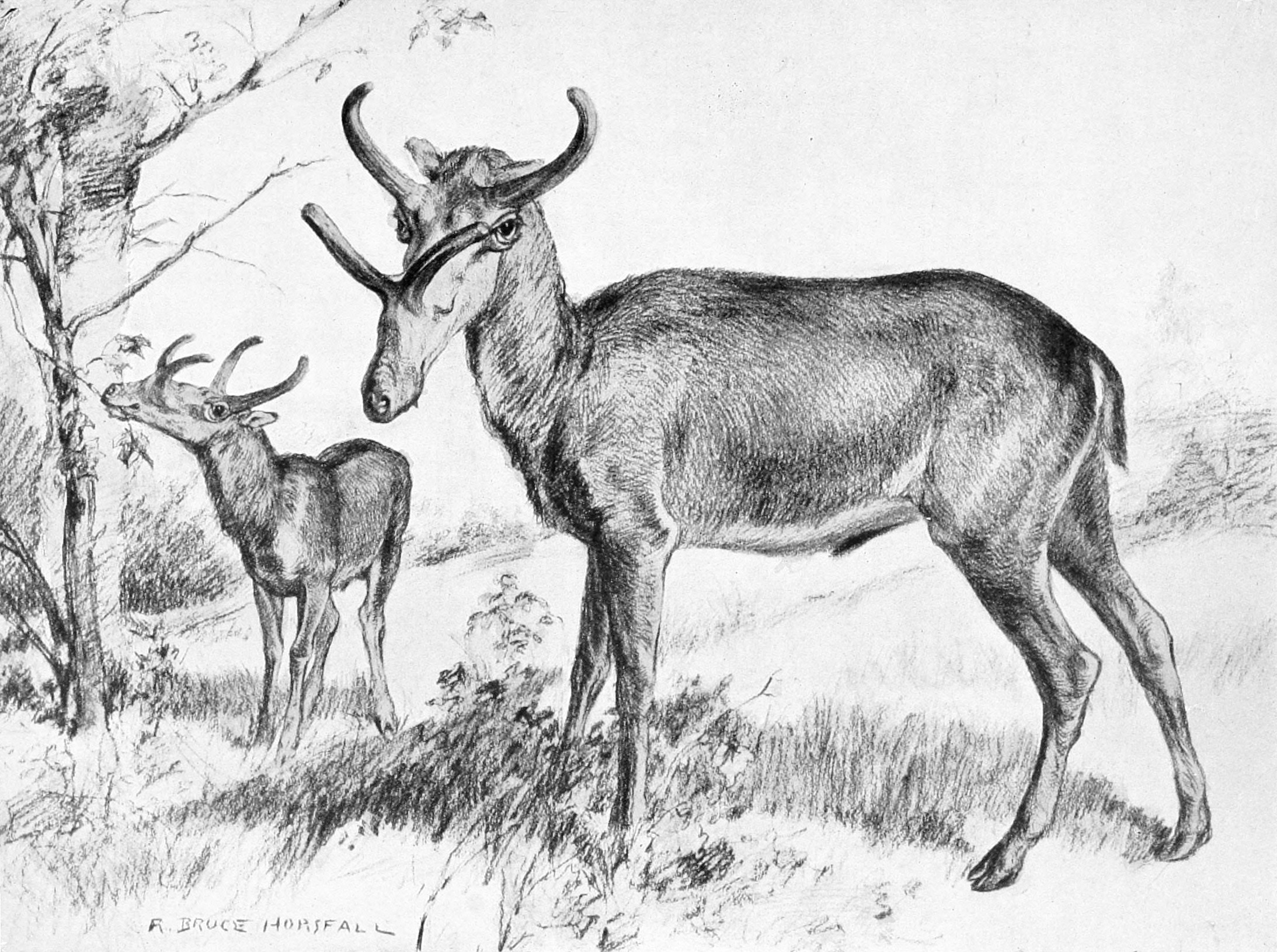
Reconstrucción por Robert Bruce Horsfall.
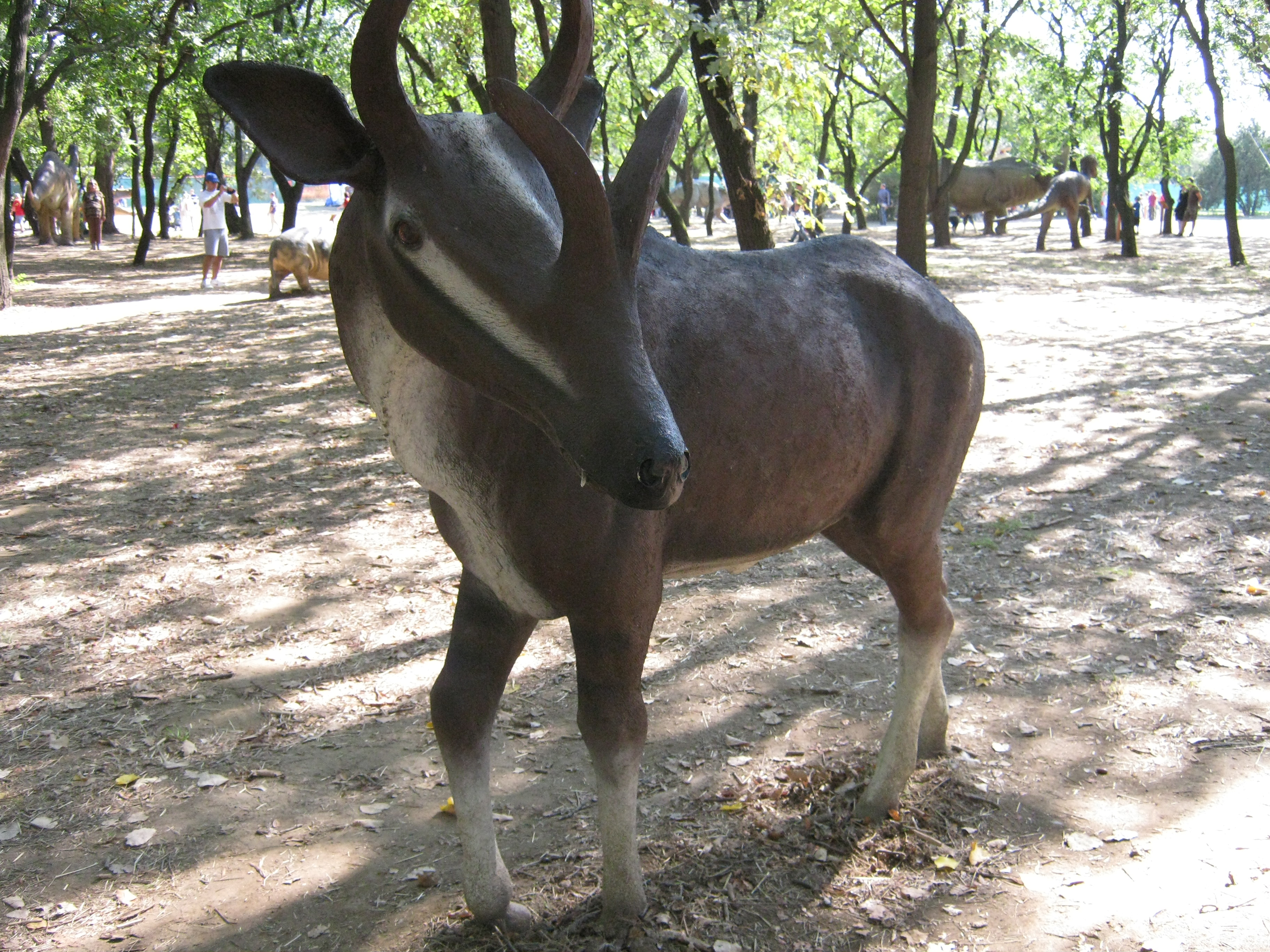
Reconstrucción a escala real de un Syndyoceras.